# مهند خير الله
مهند خير الله هو لاعب كرة قدم أردني في مركز الدفاع، ولد في 25 يوليو 1993 في مدينة عمان في الأردن يلعب في نادي الفيصلي. لعب مع نادي الجزيرة ونادي الرمثا ونادي الوحدات ونادي العين السعودي.

## وصلات خارجية
- مهند خير الله على موقع ناشيونال فوتبول تيمز (الإنجليزية)
- مهند خير الله على موقع Soccerway.com (الإنجليزية)